# Atlántida (DC Comics)
La Atlántida (llamado también Atlantis) es una civilización acuática ficticia que aparece en los cómics estadounidenses publicados por DC Comics asociados con Aquaman. Es una de las muchas versiones de la Atlántida en DC Comics.
Otras encarnaciones de la Atlántida aparecieron en varios cómics de DC en las décadas de 1940 y 1950, incluida la versión en el grupo de libros de Superman en el que reside la Sirena Lori Lemaris. La versión de Aquaman de la ciudad, es la versión más destacada en la línea de la compañía, apareció por primera vez en Adventure Comics # 260 (mayo de 1959), y fue creada por Robert Bernstein y Ramona Fradon. Todas las versiones se basan en la isla ficticia de Atlántida mencionada por primera vez en el diálogo inicial de Platón, el Timeo, escrito c. 360 a. C. 
El Reino de Atlantis hizo su debut cinematográfico en la película Liga de la Justicia de 2017, ambientada en DC Extended Universe, y luego se destacó de manera más destacada en la película Aquaman de 2018 y la película Aquaman y el Reino Perdido de 2023.

## Historial de publicaciones
Una de las primeras menciones de Atlantis aparece en Action Comics # 17, en una historia de "Zatara". La ciudad fue representada visualmente en la historia de "Zatara" del mes siguiente en Action Comics # 18.
La ciudad apareció en varios cómics de DC de los años 1940 y 1950 en representaciones conflictivas antes de que un retrato más consistente comenzara con una historia de "Aquaman" en Adventure Comics (vol. 1) # 260, en una historia del escritor Robert Bernstein y la artista Ramona Fradon. Basado en la mitología del mundo real de la Atlántida.
La historia de Atlantis se detalla en The Atlantis Chronicles, una serie limitada de 7 números publicada por DC Comics desde marzo de 1990 hasta septiembre de 1990. Fue escrita por Peter David e ilustrada por Esteban Maroto. La serie se centró en una serie de manuscritos históricos atlantes, también llamados Crónicas de la Atlántida, y describió el ascenso y la caída de la Atlántida. Cada tema trata sobre una era o evento separado en el pasado de Atlantis, comenzando con su hundimiento, como se cuenta a través del punto de vista del historiador real.

## Historia ficticia

### Atlantis
El continente de la Atlántida se estableció hace 65,000,000 años, por una raza extraterrestre humanoide conocida como los Cazadores / Recolectores, quienes procedieron a cazar a los Dinosaurios hasta su extinción. Hace un millón de años, la sociedad atlante floreció junto al Homo erectus, los precursores del hombre moderno. Aparentemente, esto ocurrió mucho antes de la intervención de los marcianos blancos cuya alteración genética de Homo sapiens creó los Metahumanos.
Hace miles de años, los niveles de magia en la Tierra empezaron a disminuir debido a que la entidad dormida conocida como Mundo Oscuro comenzó a despertarse. La hechicera atlante, Citrina, llegó a un acuerdo con los Señores del Caos que gobernaban Gemworld, por lo que se le permitiría crear un hogar allí para aquellos Homo magi y especies dependientes de la magia como Hadas, Elfos, Centauros, etc., que quisieran emigrar de la Tierra. El mundo de las gemas fue colonizado por Homo magi, emigrantes de la Tierra compuestos por las doce casas gobernantes de la Atlántida.
El Mundo Oscuro era una dimensión formada por el cuerpo de una entidad cósmica anónima que más tarde cayó en un sueño profundo. Los sueños de esta entidad fueron responsables de crear los primeros Señores del Caos y la Orden, el Caón (caos), Gemimn (orden) y Tynan el equilibrador. Estos seres y otros fueron adorados como dioses por los ciudadanos de Atlantis. El Mundo Oscuro estaba atado a la Atlántida por una "cadena" masiva creada por Deedra, diosa de la naturaleza. Algunos magos atlantes como Arion y Garn Daanuth más tarde aprendieron a aprovechar las energías místicas del Mundo Oscuro, permitiéndoles ejercer un poder casi divino.
Con el tiempo, Atlantis llegó a ser el centro de la civilización humana primitiva. Su rey, Orin, ordenó la construcción de una cúpula protectora sobre la ciudad simplemente como defensa contra las tribus bárbaras, pero poco después un meteorito se estrelló en la tierra, destruyendo la mayor parte del mundo superior y hundiendo la ciudad hasta el fondo del océano. El hermano de Orin, Shalako, partió con varios seguidores a través de túneles subterráneos para recuperar otra ciudad hundida de su imperio, Tritonis, cuyos habitantes no habían sobrevivido. Después de unos años, los científicos atlantes desarrollaron un suero que permitiría a sus personas respirar bajo el agua de forma permanente; Como consecuencia de la magia utilizada por Shalako para resolver la Tritonis, los Tritonianos fueron mutados para tener colas de pez en lugar de patas. Algunos descendientes de Shalako, el hijo de Dardanus también heredó su telepatía, que estaba marcada por un cabello rubio, extremadamente raro entre los atlantes. El hijo de Dardanus, Kordax, tenía además la capacidad de comandar criaturas marinas. Después de que los condujo junto a los Tritonianos en una revolución contra el rey, fue exiliado, y los niños nacidos con cabello rubio, la "marca de Kordax" generalmente se consideraba como aberraciones y abandonados para morir.

### Nueva Atlantis
Los sobrevivientes atlantes de la ciudad de Challa-Bel-Nalla, luego gobernados por Lord Daamon, un antepasado de Deimos, se mudaron a Skartaris y formaron una alianza con una raza extraterrestre que llamaron los Dioses de la Luna Roja. Estos alienígenas proporcionaron a los atlantes una tecnología avanzada que Travis Morgan descubriría más tarde en Nueva Atlántis.

### Lemuria
En DC Comics, los Lemurianos son una raza científicamente avanzada de humanoides de piel azul cubiertos en parte con grandes escamas verdes. Viven en la ciudad submarina de Lemuria, basada en el continente ficticio del mismo nombre. Zanadu, el Maestro del Caos, profesó ser un hechicero de Lemuria.

### Venturia y Aurania
Reina de un desmoronado puesto de avanzada atlante llamado Venturia, un reino submarino situado en algún lugar debajo del fondo del Océano Atlántico (Comics Cavalcade N.º 18, diciembre / enero de 1946/1947: "La amenaza de los hombres rebeldes" hasta que es depuesta por Wonder Woman en la primavera de 1944), la Reina Clea esclavizó a los hombres de su reino y se divirtió matando a muchos en el combate de gladiadores. Deseando un gobierno extendido, Clea atacó repetidamente sin éxito la floreciente ciudad hermana de Venturia, en Aurania. A pesar de este fracaso, ella expandió su ideal hacia la dominación en todo el continente perdido de la Atlántida. Para hacer esto, Clea robó el legendario Tridente de Poseidón para hacerse virtualmente imparable.

### Sub Diego
Sub Diego es el nuevo nombre de una parte de la ciudad de San Diego, California, que se sumergió durante un terremoto generado artificialmente, parte de un plan que transformó a parte de la población sobreviviente en seres subacuáticos. La ciudad tuvo un aumento reciente en la población debido a la afluencia de refugiados de la Atlántida, luego de la destrucción de esa ciudad por el Espectro.
Aproximadamente cincuenta semanas después de la Crisis Infinita, un evento desconocido causó que parte de la población del Sub Diego volviera a transformarse en respiradores. Por lo tanto, Aquaman tuvo que usar la magia para hacer que una gran parte de la ciudad regresara a la superficie, unida al resto de San Diego. Todavía se desconoce cuánto de Sub Diego quedó sumergido.

### Xebel
Originalmente, Xebel era un reino bidimensional anteriormente gobernado por la reina Mera, actualmente gobernado por su némesis, la reina V'lana. La hermana gemela de Mera, Hila, también se quedó en Xebel. El villano Aquaman conocido como Tánatos también se originó desde allí. El reino de Xebel se encuentra dentro de "Dimension Aqua". Actualmente Xebel es una colonia penal extradimensional olvidada para un antiguo grupo de separatistas atlantes, encerrados detrás de un portal sellado en el Triángulo de las Bermudas. La hermana de Mera, ahora llamada Sirena, ha sido enviada para matar a Aquaman. Más tarde fue revelado por la Entidad en sí misma fue la Entidad que liberó a los soldados de Xebel del Triángulo de las Bermudas para que Aquaman supiera la verdad sobre Mera. Mientras tanto, la alianza de Aquaman envía a los soldados de Xebel de vuelta al Triángulo de las Bermudas, por lo que termina la tarea de Aquaman. Posteriormente, Aquaman descubrió que las armas de Xebel estaban efectivamente hechas de tecnología atlante. Actualmente Xebel está bajo el liderazgo de Nereus.

### Destrucción de Atlantis
Aquaman había descubierto una transmisión holográfica de un atlante que decía que la ciudad submarina estaba en peligro y que sus fuerzas habían perseguido a un enemigo desconocido a los océanos. Antes de que terminara la transmisión, el atlante dijo además que este enemigo planeaba hundir la Atlántida y afirmó que las monarcas de la Atlántida habían ocultado la verdad. Aquaman regresó a casa y le pidió a su esposa Mera que buscara a este enemigo de la Atlántida.

### Los Siete Mares
A partir del Nuevo 52 y el Renacimiento, Atlantis se ha establecido como uno de los siete Reinos bajo el mar. Hasta ahora, otros dos reinos han sido descubiertos.
- Xebel: Ubicada en el Triángulo de las Bermudas, la colonia penal submarina de Xebel es ineludible para aquellos que están atrapados dentro de la dimensión; es el hogar de Mera, Hila, Nereo y Leron.
- La Trinchera: ubicada en la Fosa de las Marianas, es el hogar de una raza extintiva de criaturas viciosas, caníbales, que habitan en el océano.

## Artefactos del Zodiaco

### Cristales del Zodiaco
El Sello Real Atlante es uno de los doce artefactos místicos poderosos conocidos como los Cristales del Zodiaco. Los Doce Cristales fueron creados por Calcuha y Majistra, los padres de Arion, El Señor de Atlantis. Los doce artefactos son capaces de aprovechar la energía mágica de la Tierra para realizar hazañas hechiceras y geomancia. Los doce cristales resurgieron en Aquaman vol. 2 # 1 donde estaban en posesión de Orm Marius, el amo del océano.

### Monedas del Zodiaco
También había doce Monedas del Zodíaco Atlante que el Doctor Zodiaco y Madame Zodiaco utilizaban para alimentar su Ídolo del Zodíaco; Las monedas se vieron por última vez en World's Finest Comics # 288 (febrero de 1983).

## Homo magi
En el Universo DC, los Homo magos se originaron en el continente perdido de la Atlántida. El continente fue un punto focal para las energías mágicas no compartidas (magia salvaje), y el Homo sapiens local evolucionó a los magos Homo sapiens como resultado de su exposición a estas energías. Tras la caída de la Atlántida, las personas que llevaban la predisposición a la magia se dispersaron a los cuatro vientos. Hoy en día, cada ser capaz de hechizos de fundición humano es un descendiente de la Atlante "Homo magos".

## Colonias Atlantes
Ha habido otras ciudades submarinas llamadas Atlantis en varios títulos de cómics de DC. Incluyen:
- Sub Diego, representado por primera vez en Aquaman vol. 6, n. ° 16 (abril de 2004) y hogar del alcalde Cal Durham y Lorena Márquez. Consiste en una porción de San Diego que se sumergió en un intento de convertir a los humanos en seres subacuáticos. La población consiste en una mezcla de estos humanos alterados y refugiados atlantes.
- La ciudad de Tritonis, hogar del rey Iqula, la reina S'ona, Lenora Lemaris, Lori Lemaris y Ronno the Mer-Man (antes Mer-Boy).[21]
- El afloramiento de Coral conocido como Mercy Reef, lugar donde Aquaman fue abandonado al nacer.
- Las ciudades gemelas de Shayeris y Crastinus en el valle escondido, hogar de los idílicos y lugar de nacimiento de Aqualad.
- La ciudad de Hy-Brasil, hogar de los Hy-brasileños, toda su ciudad es una máquina de guerra flotante.
- La ciudad de los Lemurianos (de Super-Team Family # 13-14 y Secret Society of Super-Villains # 10).
- La ciudad avanzada atlante de Venturia, dominio de la reina Clea, una enemiga de Wonder Woman.
- La ciudad de Aurania, enemigos de la ciudad de Venturia y la reina Clea.
- La ciudad de Tlapallan, poblada por una subespecie de atlantes de piel de ónix de estilo azteca.[22]
- La región de Maarzon está poblada por tribus de bárbaros de piel verde.[22]
- La ciudad de Thierna Na Oge, representada por primera vez en Aquaman vol 2, número 1 (febrero de 1986), es el hogar de Tuatha De Danann, una sociedad con una gran afinidad por la magia, y gobernada por la reina Nuada Silverhand (su homónimo es Nuada Airgetlám).
- La ciudad de Nyarl-Amen, hogar de una raza de hombres con cabeza de pez y lanzas relámpago. Gobernado por el rey hechicero Nyarl-Amen, la dinastía Nyarl-Amen gobernó el mundo hace 50.000 años.[23]
- La ciudad de Bitterland, hogar de una raza de hombres foca, pinnípedos humanoides que viven debajo del Polo Sur.[24]
- El Mar de los Sargazos, hogar de una raza de neandertales con forma de rana llamados "trogloditas", que viven bajo el Gyre Subtropical del Atlántico Norte. Los trogloditas tienen armas nucleares que pueden haber sido rescatadas de submarinos hundidos.[25]
- La ciudad de Merezonia, el hogar acuático de la reina Klitra y los Mermazons, enemigos del Torpedo Rojo.[26][27]
- La ciudad de Sareme es una ciudad secreta con cúpula submarina de albinos que respiran aire, fue descubierta por Flash.[28]
- Los cañones profundos debajo del Puerto de Nueva York, hogar de los Kogats, una raza acuática de telépatas parecida al malvado.[29]
- Las referencias a otras ciudades submarinas llamadas Atlantis se encuentran en Challengers of the Unknown y The Sea Devils, como las casas de Dolphin y Man-Fish (Juan Vallambrosa).[30]
- Las casas de Neptune Perkins, Tsunami, Deep Blue, Little Mermaid (de los Guardianes Globales ), Barracuda (de los Crusaders), Piscator y Siren han sido referidas como Atlantis. Algunas de estas ciudades existían en la continuidad DCU anterior a la crisis , y no está claro si son parte de la continuidad actual.

## Otras versiones
- En Tierra-9 (Tangent Comics), la ciudad de Nueva Atlantis se fundó sobre las ruinas de Atlanta, Georgia, después de que la península de Florida fuera destruida en la versión de la crisis de los misiles cubanos en ese mundo.
- En la Tierra 50 (Wildstorm Comics) la ciudad de Atlantis fue fundada por dos razas alienígenas conocidas como los Kherubim y los D'rahn, ambas razas se aliaron contra sus enemigos mutuos, los Daemonitas. Más tarde, cuando descubrieron la verdadera naturaleza horrorosa de los D'rahn, los Kherubim se volvieron hacia ellos y hundieron la ciudad.

## En otros medios

### Televisión
- Atlantis aparece en los programas de televisión que forman parte del DCAU:
  - En Superman: The Animated Series, Atlantis estuvo oculta durante siglos hasta que Aquaman se enfrentó a Lex Luthor después de un reciente proyecto de construcción submarina de LuthorCorp.
  - También apareció en Justice League, donde la Liga ayudó a Aquaman a lidiar con un intento de golpe de Orm.
- Atlantis no se hace referencia explícita en Smallville, pero AC, la contraparte de Aquaman, menciona que su madre se sintió atraída por su padre porque lo vio nadar en su faro, pero ella murió cuando él era un bebé, insinuando el origen cómico de su La madre como atlante.
- En Powerless, después de que Wayne Security pierde su contrato con Ace Chemicals, logran cerrar un acuerdo con la Ciudad Perdida de Atlantis para proporcionarles soluciones de seguridad.
- Atlantis aparece en The Flash, Jay Garrick (quien en realidad es Hunter Zolomon / Zoom en el disfraz) menciona que Atlantis existe en su mundo de la Tierra-2, pero en realidad está sobre el agua y uno de sus mejores amigos es de allí. El episodio "Gorilla Warfare" muestra un mapa de ese mundo. Hay una isla grande, probablemente Atlantis, situada entre Europa y América del Norte. Barry Allen, de Earth 2, compra los boletos de vacaciones de sus padres a Atlantis para su aniversario de boda, lo que implica que Atlantis se ha convertido en un lugar turístico. Durante el episodio "Escape de Tierra-2", Barry Allen / The Flash de Tierra-1 aconseja a Barry de Tierra-2.
- Atlantis aparece a lo largo de la serie Young Justice con una historia específica de la Tierra-16 del programa:
  - Atlantis comenzó como una tribu una vez dirigida por Vándalo Salvaje donde él y su descendencia metahumana vivían en armonía. Tras el asalto de un señor del caos, la tribu y sus habitantes, salvo Salvaje, fueron destruidos.
  - Años más tarde, Atlantis resucitó gobernada por el nieto de Vándalo, Arión. Más tarde, Arion recibió una corona de los señores del orden y con ella nacieron los antepasados de los Homo magi del mundo. Atlantis se convirtió en una metrópoli avanzada repleta de Homo magi y Metahumanos. Al regresar a Atlantis, Salvaje sugirió que su nieto hundiera la ciudad para promover la evolución atlante. Al darse cuenta de las posibles víctimas, Arion se opuso a la idea. Salvaje, sin embargo, recordó que tenía un contrato de mil años con Klarion el Chico Brujo, el señor del caos que previamente había diezmado a Atlantis, que debía cumplirse pronto. Vándalo usó su acuerdo con Klarion para hundir el continente de Atlantis, permitiendo a Klarion sembrar el caos en la tierra. El hundimiento mató a miles de personas, pero desbloqueó los metagenes del Homo magi de Atlantis, permitiendo a los atlantes comenzar a gobernar ordenadamente las profundidades del mar.
  - En la actualidad, se revela que el rey Arión había sobrevivido a su aparente muerte cuando cayó Atlantis. Regresó a la capital atlántica de Poseidonis para frustrar al Amo del Océano y purgar la caótica magia roja que envenena el mar. Al hacerlo, Arion, sin saberlo, cumplió una profecía entre él, Amo del Océano y Mera, la cual determinaría el verdadero rey de Atlantis. Arion surgió como el vencedor a los ojos de los atlantes, para su consternación, ya que Arion se creía un fracaso debido al hundimiento de Atlantis.

### Película
- Atlantis aparece en Justice League: Throne of Atlantis.
- Atlantis aparece en las películas ambientadas en DC Extended Universe:
  - Atlantis aparece en la Liga de la Justicia (2017) y su versión del director (2021). Los atlantes ayudaron a las tribus de hombres, amazonas, los dioses olímpicos y el Green Lantern Corps en la lucha contra el ejército de Steppenwolf. Después de la batalla, Zeus confió una de las cajas madres a los atlantes para su custodia.
  - El reino se presentó en gran medida en Aquaman (2018), donde hay siete reinos que se formaron después de que la Atlantis original se hundiera en el océano: Atlantis, Xebel, el Reino de la Fosa, el Reino de los Brine, el Reino de los Pescadores, el Reino de los Desertores, y el Reino del Perdido Necrus. Xebel es una potencia militar que rivaliza con Atlantis. La Fosa reside en la parte más profunda del océano. El Reino de los Brine consiste en humanoides parecidos a crustáceos. El Reino de los Pescadores está habitado por gente sirena con forma de pez. El Reino de los Desertores se extinguió cuando el desierto del Sahara se convirtió por primera vez en un desierto cuando antes era un mar interior. El reino perdido es desconocido y se dice que se derrumbó junto con el Reino Desertor. El Amo del Océano planeó unir los diferentes reinos en su guerra contra el mundo de la superficie. Después de ganar el favor del padre de Mera, el Rey Nereus (interpretado por Dolph Lundgren) de Xebel, Amo del Océano lo llevó al Reino de los Pescadores. El mató al Rey Ricou (capturado en movimiento por Andrew Crawford y expresado por Djimon Hounsou) de los Pescadores cuando se negó y el Amo del Océano persuadió a su esposa, la Reina Rina (capturada en movimiento por Natalia Safran) y a su hija, la Princesa Scales (capturada en movimiento por Sophie Forrest) para que aceptaran su oferta. Cuando se trataba de Brine, su rey (capturado por Andrew Crawford y expresado por John Rhys-Davies) acordó prestar su ejército, sin que él jurara lealtad al Amo del Océano. Antes de que el Amo del Océano pueda matar al Rey Brine, Aquaman llega con un ejército de criaturas marinas, la Fosa y el monstruo marino Karathen mientras Mera persuade a su padre para que se ponga del lado de Aquaman. Al final de la película, cuando Aquaman derrota al Amo del Océano, Atlantis, Xebel, los Pescadores y los Brine juran lealtad a su nuevo rey.
  - Atlantis aparecerá en Aquaman y el Reino Perdido (2023). Arthur y Mera como el rey y la reina de Atlantis, Arthur tiene un conflicto con el consejo de Atlantis, quienes se oponen si Atlantis quedaría expuesta a la superficie debido a desastres naturales. La ciudad es atacada por Manta Negra, quién posee el tridente negro y una antigua mayor tecnología atlante encontrada por el Dr. Stephen Shin. El irrumpió en sus reservas de oricalco para alimentar las máquinas atlantes de Shin, lo que provocó que emitiera grandes cantidades de gases de efecto invernadero, lo que no solo ha elevado las temperaturas planetarias y ha causado un clima extremo y  acidificación de los océanos, sino que casi ha causado una extinción planetaria cuando fue utilizada por un antiguo reino atlante llamado Necrus, gobernado por Kordax, el hermano del rey Atlan y creador del tridente negro. Al final, tras la derrota de Kordax, Manta Negra y la destrucción de Necrus, sabiendo que la unificación de los reinos submarinos y el mundo de la superficie es necesaria, Arthur finalmente revela la existencia de Atlantis a través de un anuncio en las Naciones Unidas y declara sus intenciones de hacer del reino un estado miembro.